# Angelika Rieber
Angelika Rieber (* 1951) ist eine deutsche Historikerin und Autorin.

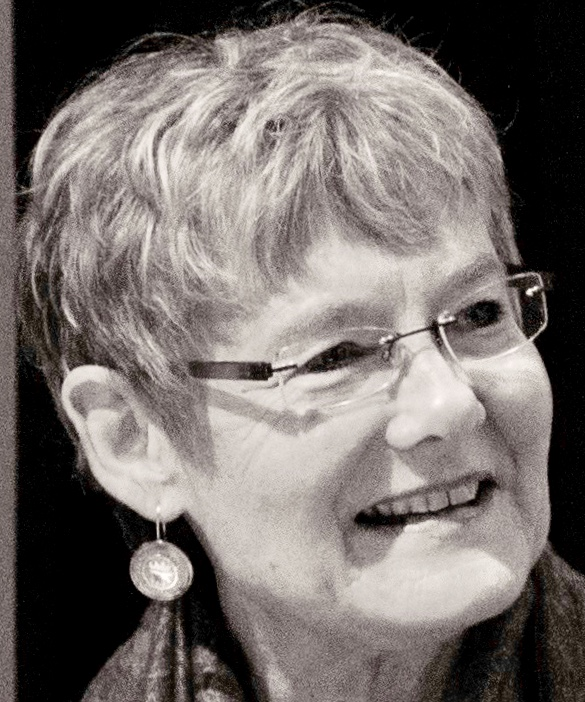
Angelika Rieber, 2014

## Leben
Angelika Rieber wuchs in Kronberg auf und studierte an der Johann Wolfgang Goethe-Universität Frankfurt am Main Geschichte, Politikwissenschaften und Pädagogik.
Sie unterrichtete von 1976 bis 2012 als Gymnasiallehrerin und als Dozentin im Hessischen Institut für Lehrerfortbildung bzw. dem Hessischen Landesinstitut für Pädagogik mit den Schwerpunkten Beratung von Schulen bei Schulentwicklungsmaßnahmen, Entwicklung von Konzepten zum Umgang mit Diversität, biographische und subjektorientierte Zugänge in Lehrerfortbildung in Schule. In der Ernst-Reuter-Schule I, an der sie bis 2012 unterrichtete, initiierte sie das Projekt Auf den Spuren von Ernst Reuter und anderen Türkei-Emigranten und engagierte sich bei der Entwicklung von Konzepten zu interkulturellem Lernen.
Ab Mitte der 1970er Jahre engagierte sich Rieber beim Deutschen Gewerkschaftsbund in einer Arbeitsgruppe gegen Rechts. Ende der 70er Jahre initiierte Rieber mit anderen jungen Lehrern das Projekt Jüdisches Leben in Frankfurt. Sie ist Vorsitzende des gleichnamigen Vereins. Neben der Organisation von Gesprächen mit Zeitzeugen der NS-Zeit und den nachfolgenden Generationen steht die Erforschung der Lebensgeschichten früherer Frankfurterinnen und Frankfurter jüdischer Herkunft im Mittelpunkt dieser überwiegend ehrenamtlichen Arbeit der Mitglieder des Projektes.
Rieber widmete sich in Frankfurt und im Hochtaunuskreis der Erforschung der Lebenswege und Schicksale früherer jüdischer Bewohner. Seit 2001 gehört sie dem Vorstand der Gesellschaft für Christlich-Jüdische Zusammenarbeit Hochtaunus an, seit 2016 als deren Vorsitzende. Besondere Forschungsschwerpunkte sind die Kindertransporte, Lebenswege von Christen jüdischer Herkunft, von Menschen, die in Mischehe lebten, und Halbjuden, die Emigration deutscher Wissenschaftler und Musiker in die Türkei während der NS-Zeit sowie die transgenerationale Weitergabe von Traumata. Zu diesen Themen hat sie zahlreiche Monographien und Artikel veröffentlicht und die Ergebnisse im Rahmen von Vorträgen und Konferenzen präsentiert.
Bekannt ist Angelika Rieber auch für ihre Führungen auf den Spuren jüdischen Lebens in Oberursel und auf den jüdischen Friedhöfen in Oberursel und der Rat-Beil-Straße in Frankfurt am Main.
Mit den Ergebnissen der Forschung war Rieber auch an verschiedenen Ausstellungsprojekten beteiligt:
- Ostend – Blick in ein Jüdisches Viertel, Jüdisches Museum Frankfurt, 2000.
- Christen jüdischer Herkunft im Hochtaunus, 2014 in Oberursel, 2017 in Bad Homburg, 2022 in Königstein.
- Kinderemigration, in der Deutschen Nationalbibliothek 2021/2022.
- Frankfurt – eine Stadt macht mit, Historisches Museum 2021/2022 (Objekte, Fotos, Texte, Führung).
- Frankfurt on the Hudson, Jüdisches Museum Frankfurt, 2020 (Beitrag zu diesem Thema in der Ausstellung und im Katalog).

Maßgeblich beteiligt war Angelika Rieber an der Entstehung des Opferdenkmals in Oberursel sowie des Waisenkarussells in Frankfurt, das an die rettenden Kindertransporte erinnert.

## Auszeichnungen
- 2014: Saalburgpreis[7], gemeinsam mit Margret Nebo
- 2015: Bundesverdienstkreuz[8]
- 2016: Ehrenplakette der Stadt Frankfurt am Main[9]
- 2017: Obermayer German Jewish History Award, für das Projekt Jüdisches Leben in Frankfurt.[2]

## Veröffentlichungen

### Monographien
- Spuren jüdischer Geschichte in Frankfurt am Main 1933 – 1945, Staatliche Landesbildstelle Hessen, Frankfurt, 1985.
- Wir bleiben hier! Lebenswege Oberurseler Familien jüdischer Herkunft, Stadtgeschichte von Oberursel am Taunus, Band 4, Kramer, Frankfurt, 2004. ISBN 978-3-7829-0549-7
- mit Eberhard Laeuen: „Haltet mich in gutem Gedenken“. Erinnerung an Oberurseler Opfer des Nationalsozialismus, Verlag Spurensuche Oberursel, Oberursel. 2015. ISBN 978-3-00-050714-4

### Veröffentlichungen als Herausgeberin
- mit Gottfried Kößler, Feli Gürsching (Hrsg.): „... daß wir nicht erwünscht waren.“ Novemberpogrom 1938 in Frankfurt am Main. Berichte und Dokumente. dipa-Verlag, Frankfurt, 1993. ISBN 978-3-7638-0319-4
- mit Gertraud Diendorfer, Béatrice Ziegler (Hrsg.): Einwanderungsgesellschaft und kulturelle Vielfalt, Studienverlag, Innsbruck, Wien, München, Bozen, 2010. ISBN 978-3-7065-4964-6
- Angelika Rieber (Hrsg.): Unsere Wurzeln sind hier in Frankfurt. Begegnungen mit ehemaligen Frankfurterinnen und Frankfurtern jüdischer Herkunft und ihren Kindern, Morlant-Verlag, Karben, 2013. ISBN 978-3-943041-26-2
- mit Till Lieberz-Groß u. a. (Hrsg.): Rettet wenigstens die Kinder. Kindertransporte aus Frankfurt am Main – Lebenswege geretteter Kinder, Fachhochschulverlag, Frankfurt, 2018. ISBN 978-3-947273-11-9
- mit Margret Nebo, Alexander von Oettingen (Hrsg.): Begegnungen mit der Vergangenheit – Blick in die Zukunft. Festschrift zum vierzigjährigen Bestehen der Gesellschaft für Christlich-Jüdische Zusammenarbeit Hochtaunus 1979-2019, Gesellschaft für Christlich-Jüdische Zusammenarbeit Hochtaunus e.V., Bad Homburg, 2019. ISBN 978-3-00-064022-3
- mit Lothar Tetzner (Hrsg.): Der jüdische Friedhof in Oberursel: „Hier ruht eine tüchtige Frau, Krone des Hauses, gottesfürchtig. Lauter und aufrecht“ = Beit olam shel ḳehilah ḳedushah Oberurzel, Gesellschaft für Christlich-Jüdische Zusammenarbeit Hochtaunus, Oberursel, 2020. ISBN 978-3-00-066440-3
- Angelika Rieber u. a. (Hrsg.): „Plötzlich und unerwartet fand ich mich ausgeschlossen“ – Christen jüdischer Herkunft im Hochtaunuskreis. Ausstellungskatalog, Gesellschaft für Christlich-Jüdische Zusammenarbeit Hochtaunus und die Evangelischen Dekanate im Hochtaunuskreis u. a., Königstein und Oberursel, 2022.

### Lehrmittel
- „Wenn keine Stimme sich für uns erhebt, so mögen die Steine dieser Stadt für uns zeugen.“ Jüdische Friedhöfe – Grabsteine als Zeugen der Geschichte. In: Lothar Bembenek, Horst Dickel: „Ich bin kein deutscher Patriot mehr, jetzt bin ich Jude.“ Die Vertreibung jüdischer Bürger aus Wiesbaden (1933 bis 1947). Hessisches Institut für Bildungsplanung und Schulentwicklung (HIBS), Diesterweg, Frankfurt an Main 1991, ISBN 978-3-88327-235-1.

### Filmportraits
- mit Gisa Hillesheimer: Dorothy Baer: „Sie haben mir den Abschied sehr leicht gemacht“, Staatlichen Landesbildstelle Hessen und dem Fritz-Bauer-Institut, Frankfurt, 1994/95.
- mit Gisa Hillesheimer: Martha und Erwin Hirsch: „... bis wir es verstehen mussten“. Staatlichen Landesbildstelle Hessen und dem Fritz-Bauer-Institut, Frankfurt, 1994/95.
- mit Gisa Hillesheimer: Marianne Schwab: „Ich habe immer noch ein bisschen Sehnsucht und Heimweh“. Staatlichen Landesbildstelle Hessen und dem Fritz-Bauer-Institut, Frankfurt, 1994/95.

### Mitschnitte von Vorträgen
- Conversation with Dr. Dave Tell and Angelika Rieber[10]
- Tagung Wie Erinnern. Beitrag zur Arbeit mit den nachfolgenden Generationen[11]
- Eckhardt, Nentwig, Rieber: „Ihr müsst die Kinder aus Deutschland herausholen!“ im Haus am Dom am 7. September 2022[12]
- „... sah ich meinen Vater zum ersten Mal in meinem Leben weinen“ – Kindertransporte aus Frankfurt am Main – mit Angelika Rieber, Hanna Eckhardt und Waltraud Giesen (Autorinnen) und Professorin Angelika Nebel (Piano) am 4. Juli 2021 im Haus am Dom in Frankfurt[13]

### Artikel in Sammelbänden und Zeitschriften
Über 40 Artikel erschienen u. a. in 
- Jahrbuch Hochtaunuskreis[14]
- Mitteilungen des Vereins für Geschichte und Heimatkunde Oberursel[15]
- Informationen, Wiss. Zeitschrift des Studienkreises Deutscher Widerstand 1933-1945[16]
- Rad und Sparren, Zeitschrift des Historischen Vereins Rhein-Main-Taunus[17]
- Gelurt, Odenwälder Jahrbuch für Kultur und Geschichte

### Biographien, Aufsätze, Unterrichtseinheiten
Bisher hat Angelika Rieber für das Projekt Jüdisches Leben in Frankfurt 40 Biographien ehemaliger Frankfurter und Frankfurterinnen jüdischer Herkunft verfasst.